# Josie Maran
Josie Maran, nome d'arte di Johanna Selhorst Maran (Menlo Park, 8 maggio 1978), è una modella e attrice statunitense, nota soprattutto per la sua collaborazione con la ditta di cosmetici Maybelline.

## Carriera
Nata a Menlo Park in California, Josie Maran ha origini russe e polacche da parte di padre e olandesi, francesi e tedesche da parte di madre.
La sua carriera nel campo della moda ha avuto inizio dopo che un agente la scoprì in un ristorante quando aveva ancora 12 anni. Una volta terminati gli studi superiori, Josie Maran ha iniziato a dedicarsi a tempo pieno alla nuova carriera, posando per riviste e campagne pubblicitarie, soprattutto a causa del fatto che era considerata troppo bassa per sfilare in passerella. All'età di 17 anni firma un contratto con l’agenzia di moda Elite Model Management di Los Angeles, ottenendo la sua prima copertina su Glamour nel 1998.
Dopo aver incrementato il suo curriculum partecipando ad oltre 25 fra spot e campagne pubblicitarie, con l'aggiunta del video musicale Everybody (Backstreet's Back) della popolare boy band Backstreet Boys, Josie Maran decide di spostarsi a New York e nel 1999 firma un contratto pluriennale per Maybelline, seguendo così le orme del suo idolo, Christy Turlington. Durante la sua carriera è comparsa su numerose riviste come Cosmopolitan, ELLE, Marie Claire e Vogue ed è stata testimonial di varie campagne pubblicitarie per Maybelline, Intimissimi, Levi's e Sports Illustrated.
Oltre a proseguire nella sua carriera come modella, nel 2001 Josie Maran inizia una carriera come attrice fino ad ottenere nel 2004 la parte di una delle mogli di Dracula in Van Helsing, oltre a comparire in The Aviator, pluripremiato film di Martin Scorsese.
Nel 2005 appare nel cortometraggio La Confessione, accanto a Wentworth Miller, e nello stesso anno viene scritturata come guest star nel videogioco Need for Speed: Most Wanted, dove veste i panni di Mia Townsend, una pilota di corse automobilistiche clandestine.
In un'intervista del gennaio 2006 su Shape Magazine, Josie Maran ha dichiarato di aver posto termine alle sue carriere di modella ed attrice, trasferendosi alla Hawaii, dove vive insegnando ai bambini e praticando yoga.

## Josie Maran Cosmetics
Nel giugno 2007, Maran ha lanciato la sua linea di prodotti cosmetici naturali, chiamata Josie Maran Cosmetics. Il motto dell'azienda è "lusso con coscienza" e l'ingrediente principale dei prodotti per la cura della pelle e dei cosmetici è l'olio di argan del commercio equo e solidale, coltivato e raccolto da cooperative di donne marocchine.
Oltre alle sue attività commerciali, si impegna nella protezione e nel miglioramento della natura e dell'ambiente.

## Vita privata
Sposata con il fotografo iraniano Ali Alborzi, ha avuto due figlie: Rumi Joon (20 giugno 2006) e Indi Joon (1º luglio 2012). Nel 2017 ha divorziato e il 26 agosto 2018 ha sposato David Belle.

## Filmografia
- The Mallory Effect (2002) - Mallory
- Swatters (2002) - Susan
- Van Helsing (2004) - Marishka
- Tutte le ex del mio ragazzo (2004) - Lulu Fritz
- The Aviator (2004) - Thelma
- The Gravedancers (2005) - Kira Hastings
- Need for Speed: Most Wanted (2005) - Mia Townsend
- The Final Season (2006) - Polly Hudson

## Video musicali
- Everybody (Backstreet's Back) - Backstreet Boys

## Agenzie
- One Management
- Option Model Agency
- Model Management